# Rhynchobatus djiddensis
Rhynchobatus djiddensis är en rockeart som först beskrevs av Peter Forsskål 1775.  Rhynchobatus djiddensis ingår i släktet Rhynchobatus och familjen Rhinobatidae. IUCN kategoriserar arten globalt som sårbar. Inga underarter finns listade i Catalogue of Life.